# Новогоднее приключение
«Новогоднее приключение» — советский кукольный мультфильм 1980 года, созданный в жанре, приближающемся к жанру «грустной комедии».
В фильме звучит песня А. Флярковского на стихи А. Санина «Будьте добры», в исполнении Юлиана Калишера и Светланы Степченко.

## Сюжет
Папа, мама и их сын Коля жили в новом доме на краю города у самого синего леса. Дело было перед самыми Новогодними праздниками. И папа был так занят на работе, что забыл купить ёлку. Вспомнил он об этом только придя домой вечером 31 декабря. Папа взял кухонный топорик и отправился в лес за ёлкой. Мама отговаривала его, но безуспешно. А в лесу медвежонок просил у своих родителей Медведя и Медведицы игрушки на ёлку. Медведь подумал и пошёл на край леса к дороге, ведущей в город. Там он встретил папу, который искал ёлку. Два отца семейств поговорили, обсудили свои проблемы и решили друг другу помочь. Медведь нашёл ёлку подходящего размера, а папа остановил такси и повёз Медведя в центр города к магазину, где помог ему купить ёлочные украшения. Пережив разные приключения, оба добрались домой к своим семьям и весело встретили Новый год.

## Съёмочная группа
| автор сценария             | Леонид Бердичевский |
| режиссёр                   | Юлиан Калишер |
| художник-постановщик       | Людмила Танасенко |
| оператор                   | Евгений Туревич |
| композитор                 | Александр Флярковский |
| звукооператор              | Виталий Азаровский |
| автор текста песни         | Алекс Санин |
| художники-мультипликаторы: | Борис Савин, Алла Гришко, Владимир Кадухин |
| роли озвучивали:           | Клара Румянова — от автора, Мама, Мама-Медведица, Медвежонок, Продавщица, Заяц Михаил Глузский — от автора, Папа, Коля, Папа-Медведь, таксисты |
| куклу изготовила:          | Елена Зеленина |
| монтажёр                   | Светлана Симухина |
| редактор                   | Валерия Коновалова |
| директор                   | Елена Бобровская |

## Критика
Историк мультипликации, сотрудник НИИ Киноискусства, автор многочисленных публикаций о режиссёрах и мультипликаторах студии «Союзмультфильм» Георгий Бородин в своей статье, посвящённой Ю. А. Калишеру, написал о фильме:

«И конечно, я не мог не спросить о „Новогоднем приключении“. О картине, прелесть которой не поддается объяснению, анализу и разложению на составные элементы. Картине, которую невозможно описать или пересказать — её можно только посмотреть и влюбиться на всю жизнь, и не представлять себе больше Нового года без неё. Без диалогов Бердичевского, без голосов Румяновой и Глузского, без пленительной песни Флярковского, без остроумной работы аниматоров, без стилизации под „примитив“ городского уличного предновогоднего оформления...»— Г. Бородин.